# Tego chciałam
Tego chciałam – singel Anny Dąbrowskiej z 2004 roku.

## Ogólne informacje
Był to inauguracyjny utwór promujący jej pierwszy album studyjny Samotność po zmierzchu. Stał się sporym przebojem, torując artystce drogę do dalszej kariery. Autorką tekstu jest sama Ania Dąbrowska. Na singlu zamieszczony został także teledysk do tego nagrania. Piosenkę, jak i towarzyszący jej teledysk, nominowano do Fryderyka.

## Teledysk
Reżyserem teledysku do piosenki został Bo Martin.

## Pozycje na listach
| Lista                       | Pozycja |
| --------------------------- | ------- |
| 30 Ton                      | 1       |
| Lista Trójki                | 11      |
| Szczecińska Lista Przebojów | 1       |
| Poplista                    | 1       |
| Codzienna Lista Przebojów   | 13      |